# 켈리 라일리
켈리 라일리(Kelly Reilly, 1977년 7월 18일 ~ )는 잉글랜드의 배우이다. 1995년 BBC 드라마 《The Biz》로 데뷔하였다. 연극 《After Miss Julie》(2003-04) 공연을 통해 2004년 로런스 올리비에상 여우주연상 후보에 올랐다.
《미세스 헨더슨 프리젠츠》(2005)로 2006년 제26회 런던 영화 비평가 협회상과 제11회 엠파이어상의 신인상을 수상했다. 《사랑은 타이밍!》(2005)으로 2006년 제31회 세자르상 여우조연상 후보에, 《이든 레이크》(2008)로 2008년 제11회 영국 독립 영화상 여우주연상 후보에 지명되었다.
2018년부터 파라마운트 네트워크 드라마 《옐로우스톤》에 출연 중이다.

## 작품 목록

### 영화
- 스페니쉬 아파트먼트 (2002)
- 리버틴 (2004)
- 사랑은 타이밍! (2005)
- 미세스 헨더슨 프리젠츠 (2005)
- 오만과 편견 (2005)
- 이든 레이크 (2008)
- 나와 오손 웰스 (2008)
- 셜록 홈즈 (2009) - 메리 모스턴 역
  - 셜록 홈즈: 그림자 게임 (2011)
- 앤드 오브 워 (2009) - 다이앤 역
- 멘투비 (2010, Meant to Be) - 어맨다 역
- 보이드 갱 (2011) - 도린 보이드 역
- 플라이트 (2012) - 니콜 역
- 차이니즈 퍼즐 (2013) - 웬디 역
- Innocence (2013) - 패멀라 해밀턴 역
- 싱글 샷 (2013, A Single Shot) - 제스 역
- 캘버리 (2014) - 피오나 러벨 역
- 천국에 다녀온 소년 (2014) - 소니아 역
- Set Fire to the Stars (2014)
- 바스티유 데이 (2015) - 캐런 데이커 역
- 10 바이 10 (2018, 10x10)
- 일라이 (2019)
- 에이트 포 실버 (2021, The Cursed)
- 베니스 유령 살인사건 (2023) - 로위나 드레이크 역
- 히어 (2024) - 로즈 영 역

### 드라마
- The Biz (1995)
- 기아 톰 존스의 이야기 (1997)
- 아가사 크리스티: 명탐정 포와로 (2003)
- Above Suspicion (2009-12)
- Black Box (2014)
- 트루 디텍티브 (2015)
- 옐로우스톤 (2018-현재)